# Raketenwaffe
Raketenwaffen sind mit Sprengköpfen bestückte oder aufgrund ihrer kinetischen Energie zerstörend wirkende, sich selbst antreibende unbemannte militärische Flugkörper. Es wird unterschieden zwischen Boden-Boden-, Boden-Luft-, Luft-Boden- und Luft-Luft-Raketen. Sie haben zumeist ein Zielerfassungssystem, nicht jedoch ballistische Raketen.

## Klasseneinteilung
Die nachfolgende Klassifizierung basiert auf der Enzyklopädie der Raketen Lenkwaffen von Bill Gunston.

### Boden-Boden-Lenkwaffen / taktisch Land
Taktische Boden-Boden-Lenkwaffen werden wie Artillerie eingesetzt. Die Lenkfähigkeit ist stark von der eingesetzten Technologie abhängig. Bereits 1916 wurden erste Lenkwaffen dieser Art, der Lufttorpedo „Buck AT“ (entwickelt von F. W. Buck, Flagler, Colorado) mit Kompasssteuerung, eingesetzt.

### Boden-Boden-Flugkörper / strategisch Land
Eine Boden-Boden-Rakete ist eine Rakete, die vom Boden aus gegen Bodenziele abgefeuert wird.

### Boden-Boden-Flugkörper / taktisch See
Obwohl als Boden-Boden-Flugkörper zuordnet, weist der Zusatz “taktisch See” darauf hin, dass diese Raketen von Schiffen gestartet werden. Ein Seezielflugkörper ist eine fliegende, lenkbare Waffe zur Bekämpfung von Schiffen oder anderen maritimen Zielen. Der Begriff Antischiffsrakete bezieht sich auf Flugkörper mit Raketenantrieb, der bei den meisten Modellen eingesetzt wird. Seezielflugkörper werden heute mit Raketenantrieb oder Strahltriebwerken unterschiedlichster Bauart oder mit kombinierten Antriebssystemen ausgerüstet.

### Boden-Boden-Flugkörper / strategisch See
Obwohl als Boden-Boden-Flugkörper zuordnet, weist der Zusatz “strategisch See” darauf hin, dass diese Raketen von U-Booten gestartet werden. Die Ausnahme bilden SS-N-9 Siren und SS-N-12 Sandbox, die sowohl von U-Booten als auch von Schiffen gestartet werden können. Eine Submarine-launched ballistic missile („SLBM“, deutsche Bezeichnung: U-Boot-gestützte ballistische Rakete) ist eine ballistische Rakete verschiedener möglicher Reichweiten, die von getauchten U-Booten (SSBN) aus abgefeuert wird. Sie ist meist mit nuklearen Mehrfach-Sprengköpfen bestückt.

### Luft-Boden-Flugkörper / taktisch
Luft-Boden-Rakete ist die Bezeichnung für selbstangetriebene Munition kurzer bis mittlerer Reichweite, die von Kampfflugzeugen und Kampfhubschraubern gegen Boden- und Seeziele eingesetzt wird. Unterscheiden lassen sich Lenkflugkörper und ungelenkte Raketen.

### Luft-Boden-Flugkörper / strategisch
Ein Marschflugkörper oder engl. Cruise Missile ist ein unbemannter Lenkflugkörper mit einem Sprengkopf, der sich selbst ins Ziel steuert.

### Flugabwehr-Flugkörper / Land
Eine Flugabwehrrakete (kurz FlaRak), oder auch Boden-Luft-Rakete, englisch SAM (Surface to Air Missile), ist eine militärische Rakete zur Bekämpfung von Luftzielen von der Erdoberfläche, vom Boden aus. Eine Vielzahl von Bauweisen und Typen wurden entwickelt, die sich nach Einsatzzweck, Reichweite und Technologie unterscheiden.

### Flugabwehr-Flugkörper / See
Eine Flugabwehrrakete (kurz FlaRak), oder auch Boden-Luft-Rakete, englisch SAM (Surface to Air Missile), ist eine militärische Rakete zur Bekämpfung von Luftzielen von der Erdoberfläche, vom Wasser aus. Eine Vielzahl von Bauweisen und Typen wurden entwickelt, die sich nach Einsatzzweck, Reichweite und Technologie unterscheiden.

### Luft-Luft-Flugkörper
Eine Luft-Luft-Rakete ist ein Flugkörper mit Raketenmotor, der als Waffe im Luftkampf eingesetzt wird. Der Name besagt, dass sie in der Luft abgefeuert wird, um Ziele in der Luft zu treffen.

### Panzerabwehrflugkörper
Panzerabwehrlenkwaffen sind neben dem Boden-Boden-Einsatz auch als Luft-Boden-Waffe einsetzbar. Die Panzerabwehrlenkwaffe ist eine Rakete, die zur Bekämpfung von Panzern eingesetzt wird und im Flug auf das Ziel gelenkt wird. Sie ist abzugrenzen von ungelenkten, reaktiven Panzerabwehrhandwaffen wie der Panzerfaust oder RPG-7. Eine andere Bezeichnung ist Panzerabwehrlenkrakete – PALR, englisch auch Anti-Tank Guided Missile – ATGM oder Anti-Tank Guided Weapon – ATGW.

### U-Boot-Abwehr
Zur U-Boot-Bekämpfung werden von Schiffen oder Flugzeugen U-Boot-Abwehrraketen wie “Malafon”, “Ikara”, “Terne”, SS-N-14 Silex, SS-N-16 Stallion, “RAT”, “Petrel”, “Grebe”, UUM-44 Subroc und ASROC eingesetzt.

## Abkürzungen
- Luftgestützter Marschflugkörper – Air-Launched Cruise Missile (ALCM)
- Landgestützter Marschflugkörper – Ground-Launched Cruise Missile (GLCM)
- Seegestützter Marschflugkörper – Sea-Launched Cruise Missile (SLCM)
- Marschflugkörper gegen Landziele – Land-Attack Cruise Missile (LACM)
- Marschflugkörper gegen Schiffsziele – Anti-Ship Cruise Missile (ASCM)
- Flugabwehrrakete – Surface to Air Missile (SAM)

## Listenübersicht
- Liste der Boden-Luft-Raketen Gliederung nach Lafetten-, Schultergestützt / Länder
- Liste von Luft-Boden-Raketen Gliederung nach Ländern
- Liste von nuklearen Boden-Boden-Raketen Gliederung nach Ländern in Typentabelle
- Liste von Panzerabwehrlenkwaffen Gliederung nach Ländern (unvollständig)